# Осусський Іван Йосипович
Іван Йосипович Осусський (нар. 1 січня 1931, Мукачеве, Чехословаччина) — радянський футболіст, захисник, згодом — тренер.

## Кар'єра гравця
У Мукачевому Осусський грав у командах «Більшовик» й «Іскра». У 1953 році був запрошений у московське «Динамо». У чемпіонаті СРСР він дебютував 19 квітня під час зустрічі з харківським «Локомотивом», замінивши на 65-ій хвилині Володимира Зябликова. За два сезони Іван зіграв 9 матчів, після чого перейшов у команду «Спартак» з Ужгорода. У 1956 року перейшов до станіславського «Спартака». У 1959 році перейшов до «Авангарду» (Житомир), який наступного року змінив назву на «Полісся» (Житомир). У 1963 році завершив кар'єру гравця.

## Кар'єра тренера
Тренерську діяльність розпочав одразу після завершення кар'єри гравця. Тренував команду з рідного містечка «Карпати» (Мукачеве).

## Досягнення

### Як гравця
Динамо (Москва)
- Чемпіонат СРСР
  -  Чемпіон (1): 1954

- Кубок СРСР
  -  Володар (1): 1953

Спартак (Станіслав)
- Перша ліга чемпіонату СРСР
  -  Срібний призер (1): 1957

### Відзнаки
- Майстер спорту СРСР